# مطار طبرق
مطار طبرق الدولي (إياتا: TOB، إيكاو: HLTQ) هو مطار دولي يقع جنوب مدينة طبرق، ويعتبر من أقدم المطارات المقامة في
ليبيا حيث قدم اليه شخصيات عالمية كبير ورؤساء وملوك مثل بينيتو موسوليني والملكة إليزابيث الثانية ملكة المملكة المتحدة والأمير آندرو دوق يورك وولي عهد أبوظبي سمو الشيخ محمد بن زايد بن سلطان آل نهيان . نظراً لتاريخ وأهميت وموقع مدينة طبرق في ليبيا وشمال أفريقيا
يطلق على قاعدتها العسكرية، قاعدة جمال عبد الناصر الجوية.
المدير العام لمطار طبرق الدولي حاليا السيد حسن اهليل حسن

## خطوط وشركات الطيران
ابتداءاً من أكتوبر 2017:
| شركات الطيران           | الوجهات                   |
| ----------------------- | ------------------------- |
| الخطوط الجوية الليبية   | طرابلس، الاسكندرية ، تونس |
| الخطوط الجوية الافريقية | الاسكندرية                |
| الخطوط الجوية الأفريقية | اسطنبول، عمان، القاهرة    |